# Stefania Dadda
Stefania Dadda (Brescia, 4 settembre 1964) è un'attrice e regista italiana.

## Biografia
Laureata in lettere e filosofia, storia e critica del cinema, Stefania Maria Dadda ha partecipato a molti progetti artistici, restando comunque incollata al personaggio di Elias ne I ragazzi della 3ª C. Ha lavorato inoltre per RaiSat, realizzando documentari e servizi filmati.

## Filmografia

### Cinema
- Chewingum, regia di Biagio Proietti (1984)
- Il mostro di Firenze, regia di Cesare Ferrario (1986)
- Diavolo in corpo, regia di Marco Bellocchio (1986)
- Marco, Nicola e Batticuore, regia di Franco Villa (1992)
- Riparo, regia di Marco Simon Puccioni (2006)

### Televisione
- I ragazzi della 3ª C – serie TV (1987-1989)

## Teatro
- Una commedia per niente
- La locandiera
- La notte bianca
- Quei giorni felici
- Due buoni a corte
- Sollievo indecente (danza)
- Variazioni su Guernica (danza)
- Lo schiaccianoci (danza)
- I bestiari (danza)